# 黑冠蜂鸟
黑冠蜂鸟（学名：Lophornis helenae），是雨燕目蜂鸟科的一种鸟类。
黑冠蜂鸟体重约2.6克，翼长约39.4毫米，嘴峰长约14.4毫米，喙宽度约1.4毫米，喙厚度约1.1毫米，跗蹠长约3.8毫米，尾长约22.9毫米。黑冠蜂鸟在其分布区内为留鸟，其栖息在半开放的高大树木组成的森林中，食性为草食性，主要食物来源是植物的花蜜。
黑冠蜂鸟分布于墨西哥南部沿海地区的韦拉克鲁斯州至哥斯达黎加东部。该物种是单型物种，没有亚种分化。